# 馬令
馬 令（ば れい、生没年不詳）は、北宋の歴史家。常州宜興県の人。
祖父の馬元康は博く経書に通じ、生前、金陵（現在の江蘇省南京市）にいて、南唐の旧事に習熟し諳んじていた。
北宋の徽宗の崇寧4年（1105年）、馬令は『南唐書』を撰述した。